# 喬治·諾頓
喬治·諾頓（George Norton，1984年6月11日—），是一名美國射擊運動員，曾獲得2015年泛美運動會男子50公尺步槍三姿亞軍以及2018年美洲射擊錦標賽男子50公尺步槍三姿冠軍。

## 外部連結
- ISSF（页面存档备份，存于）